# Victor Gérard
Victor Gérard est un homme politique français né le 25 juillet 1767 à Meylan (Isère) et décédé le 2 janvier 1848 à Tullins (Isère).
Maire de Tullins, juge de paix, il est membre du directoire du département de l'Isère sous la Révolution et député de l'Isère en 1815, pendant les Cent-Jours.